# Corriente de Renovación Socialista
La Corriente de Renovación Socialista (CRS) fue un movimiento político surgido en Colombia a través de una escisión dentro del ELN. Este grupo disidente del ELN que deseaba abandonar la lucha armada, y participar en la vida política de ese país.

## Historia

### Antecedentes y fundación
Esta unificación creó el llamado Movimiento de Unidad Revolucionaria ML para más tarde unificarse con un movimiento de izquierda en la Costa Atlántica y en Bogotá llamado Movimiento de Izquierda Revolucionaria (MIR) y así formar el Movimiento de Izquierda Revolucionaria - Patria Libre en 1983. En 1989 el MIR - Patria Libre se fusiona con el Ejército de Liberación Nacional para dar origen a la Unión Camilista - Ejército de Liberación Nacional (UC-ELN); donde en el congreso de fusión se presentaron tres tendencias:
La renovadora encabezada por Jacinto Ruiz y Gabriel Borja que tenía 39 delegados. La tendencia histórica ultrarradical, formada principalmente por los frentes José Antonio Galán y Domingo Laín, y la Compañía Anorí que sumaban 24 delegados. Y una corriente intermedia que buscaba un equilibrio liderada por el cura Manuel Pérez Martínez (El Cura Pérez), Francisco Galán y Nicolás Rodríguez Bautista (Gabino). La militancia de base del MIR - Patria Libre provino en lo fundamental de dos fuentes: por una parte, el movimiento campesino sacudió a la Costa Atlántica en los años setenta y, por otra, el movimiento estudiantil que por la misma época tuvo resonancias nacionales. El núcleo fundamental se ha mantenido ligado, a lo largo de más de quince años, con los movimientos campesino, sindical, estudiantil y barrial de la Costa Atlántica. Incluso cuando se fusionaron con el ELN, no perdieron su identidad política ni su sensibilidad hacia la acción sindical y popular.
El grupo tiene sus antecedentes como resultado de la fusión de varios grupos de izquierda colombiana, algunos desgajados del Partido Comunista Colombiano como la Tendencia ML, Liga ML, Partido Comunista de Colombia - Marxista Leninista (Línea Proletaria), y una pequeña escisión del ELN llamada Movimiento de Unidad Revolucionaria (MUR). Su primer comunicado sale a la luz el 3 de octubre de 1990, donde apoya abiertamente un diálogo de paz entre el ELN y otras guerrillas y el estado colombiano, así como instar a la población a apoyar las negociaciones. El 1 de diciembre de 1990 el grupo organiza su primera Conferencia Nacional, donde menciona su ideario, así como se desarrollaría tanto las negociaciones con el gobierno, la creación de milicias populares, además de advertir de los riesgos de la apertura del Neoliberalismo y el militarismo en Colombia. En los siguientes comunicados seguía teniendo como están concertar un "plan de Emergencia Social" que alivie los efectos de la apertura económica sobre la población colombiana, así como garantías plenas para la protesta social y la organización y participación política de la población. La Segunda Conferencia Nacional de la CRS fue nombrada "Enrique Buendía" en honor al asesinato de Carlos Manuel Prada González, alias "Enrique Buendía", donde mencionan los avances realizados durante los diálogos entre el gobierno nacional y la guerrilla.
En el proceso de paz con el gobierno de Belisario Betancur el MIR - Patria Libre, unido con el Partido Revolucionario de los Trabajadores (PRT) y el ELN forman la Tripartita Guerrillera, pero mientras el MIR - Patria Libre se fusiona de lleno con el ELN, el PRT se reincorpora a la vida civil en el año 1991. El 7 de mayo de 1992 miembros del CRS y el Gobierno Nacional sacan un comunicado donde confirman un acercamiento para comenzar los diálogos.

## Trayectoria
La Corriente Renovadora de la CRS planteó la necesidad de impulsar tareas democráticas, de luchar por la convocatoria a una Asamblea Constituyente Popular y participar en las elecciones para alcaldes en 1990.
Los sectores ultrarradicales denunciaron la socialdemocratización del ELN si aceptaba las anteriores tesis, y rechazaba toda opción distinta a la estrategia militar. Incluso intentaron sancionar a Manuel Perez por "acojer fusión con un grupo reformista".
El sector centrista equilibró la balanza, ya que apoyó a los sectores militaristas para alcanzar mayoría en el COCE y la Dirección Nacional, pero también apoyó a los sectores que buscaban una salida política, con una buena participación de la UC-ELN en las negociaciones de Caracas y Tlaxala en 1991/1992.
Las principales razones para la ruptura entre la CRS y la UC-ELN según los dirigentes de la CRS fueron:
- En primer término, para la Corriente, el proyecto político guerrillero tuvo su principal asiento en las áreas rurales y suburbanas; esto en un país en acelerado proceso de urbanización, contribuyó a su creciente marginalización con respecto a la problemática de la población urbana mayoritaria.
- En segundo término, en los últimos años, la combinación de las formas de lucha ha privilegiado la acción armada, en detrimento de la acción política y de movimiento de masas.
- En tercer término, el sectarismo estrecho de la UC-ELN va en contravía del pluralismo político emergente en Colombia.
- En cuarto término, el derrumbe del campo socialista obliga a representar los proyectos de sociedad que defendía el movimiento armado.

El debate de estos puntos llevó en agosto de 1991 la expulsión de la CRS de las filas de la UC-ELN. Manuel Pérez osciló entre las corrientes polarizadas (reformista y radical) y terminó apoyando a la segunda en detrimento de la primera.

## Desmovilización
El 16 de marzo de 1993, las CRS expone al gobierno y al congreso nacional, el cual expreso varios puntos, siendo el más importante su desmovilización y su abandono a la lucha armada. El grupo mantuvo esa línea durante esta última etapa, a pesar del recrudecimiento del conflicto, siendo común que en sus comunicados expresara su sentir sobre el asesinato de otros activistas, civiles o guerrillero.
El asesinato del comandante Carlos Manuel Prada, conocido como Enrique Buendía, y de Ricardo González en septiembre de 1993, ocurrido en la localidad de Blanquicet, Mutatá (Antioquia). Después de este incidente, las negociaciones se retomaron el 23 de octubre de 1993, agregando a las peticiones, el esclarecimiento del asesinato del comandante Carlos Prada. A esto se suma que a partir de entonces, comenzó a darse la desaparición  y asesinato de algunos de sus  integrantes.
La preferencia por la vía política de la CRS la impulsó a realizar una negociación con el gobierno de César Gaviria a finales de 1993 y principios de 1994 donde se establecieron los términos del desarme, desmovilización y reinserción a la vida civil de la CRS. Aproximadamente entre 747 y 865 combatientes entregaron un total de aproximadamente 500 armas en el corregimiento de Flor del Monte (Sucre), el 9 de abril de 1994. La desmovilización se hizo en presencia del embajador de Países Bajos, quien jugó un importante papel en el proceso.
Los integrantes fueron víctimas de persecuciones hasta el punto que algunos dirigentes tuvieron que buscar asilo para proteger sus vidas. Al menos 64 miembros de la CRS fueron asesinados después de la firma del Acuerdo.

### Después de la desmovilización
En enero de 2003 Secretariado Internacional de la Organización Mundial Contra la Tortura fue informada que siete dirigentes de la Corriente de Renovación Socialista fueron amenazados de muerte por medio de mensajes de correo electrónico.
Cerca de veinte años después, nueve soldados fueron condenados por encubrir el crimen y su probable participación en el homicidio. El 24 de junio del 2015, La Corte Suprema de Justicia sentenció a 31 años y seis meses de prisión a tres uniformados por el asesinato de los guerrilleros Carlos Manuel Prada y Evelio Antonio Bolaños. Según el diario La Semana, un total de 75 guerrilleros fueron asesinados después de que el CRS abandonara la lucha armada.